# Одностайне рішення
Одностайне рішення (англ. Unanimous decision, UD) — вид суддівського рішення в деяких контактних видах спорту, таких як: бокс, кікбоксинг, Мішані бойові мистецтва. Одностайне рішення означає, що всі троє суддів віддали перемогу одному з бійців.
У боксі кожний з трьох суддів виставляє за підсумками раунду бійцям очки відповідно до свого бачення хто з них перемагає. Якщо час поєдинку закінчився і при цьому не було зафіксовано нокаут, судді підсумовують очки за всі минулі раунди. Якщо всі судді віддають одному з бійців більше очок ніж іншому, то фіксується т.зв. «перемога одностайним рішенням».